# 봉화초등학교
봉화초등학교는 대한민국 경상북도 봉화군 봉화읍에 있는 공립 초등학교이다.

## 학교 연혁
- 1914년 5월 18일 내성공립보통학교 개교(설립인가 4월 2일)
- 1938년 4월 1일 내성공립심상소학교로 개칭
- 1941년 4월 1일 봉화공립국민학교로 개칭
- 1996년 3월 1일 봉화초등학교로 개칭

## 참고 자료
- 봉화초등학교 - 한국교육학술정보원 학교알리미